# Apodemia multiplaga
Apodemia multiplaga är en fjärilsart som beskrevs av William Schaus 1902. Apodemia multiplaga ingår i släktet Apodemia och familjen Riodinidae. Inga underarter finns listade i Catalogue of Life.